# Paraíso (kommun i Mexiko, Tabasco, lat 18,38, long -93,20)
Paraíso är en kommun i Mexiko.   Den ligger i delstaten Tabasco, i den sydöstra delen av landet, 600 km öster om huvudstaden Mexico City. Antalet invånare är 86 620. Arean är 378 kvadratkilometer.
Terrängen i Paraíso är mycket platt.
Följande samhällen finns i Paraíso:
- Paraíso
- Oriente 1ra. Sección
- Pénjamo
- Nicolás Bravo 5ta. Sección
- Oriente 2da. Sección
- Occidente
- El Escribano
- El Bellote
- Aquiles Serdán
- La Unión 1ra. Sección
- Hueso de Puerco
- Palestina
- Andrés García
- Oriente